# Dag van de medewerker
Dag van de medewerker is een jaarlijks terugkerende dag waarop medewerkers in het zonnetje worden gezet. Het is de opvolger van Secretaressedag. Ze krijgen op deze dag vaak een attentie van hun werkgever of collega's. Dag van de medewerker valt in de Benelux op de derde donderdag van april.

## Geschiedenis
Secretaressedag is een Amerikaans idee. Het werd op 20 april 1989 in Nederland geïntroduceerd door Secretaresse Magazine (het huidige Management Support Magazine), (het niet meer bestaande) StarJob Secretaresse Uitzendbureau, Schoevers, Fleurop en Bloemenbureau Holland. Het heette toen 'Secretaries Day'. 
De bedoeling van het jaarlijkse evenement was om de secretaresse in het zonnetje te zetten, stil te staan bij zijn/haar toegevoegde waarde voor de organisatie en om het imago van het secretaressevak te verbeteren. Daarbij richtten de organisatoren zich op de managers en op secretaresse zelf.
Doordat de taken van en de benaming secretaresse doorheen de jaren wat gewijzigd zijn wordt secretaressedag ook wel Dag van de medewerker genoemd. In 2015 nam UNIZO Oost-Vlaanderen het initiatief om Secretaressedag om te dopen tot de Dag van de Medewerker.
Sinds 2025 is dit ook in Nederland het geval.